# غيلبرتو دوس سانتوس سوزا جونيور
غيلبرتو دوس سانتوس سوزا جونيور هو لاعب كرة قدم برازيلي في مركز الوسط، ولد في 20 أكتوبر 1988 في Serrinha ‏ في البرازيل. لعب مع أتلتيكو مينيرو وفيلادلفيا يونيون ونادي أتلتيكو هيرمان أيشينجار ونادي اتلتيكو سوروكابا ونادي ساكارامينتو ريببلك ونادي سي آر بي ونادي موجي ميريم.

## وصلات خارجية
- غيلبرتو دوس سانتوس سوزا جونيور على موقع قاعدة بيانات كرة القدم.إي يو (الإنجليزية)
- غيلبرتو دوس سانتوس سوزا جونيور على موقع Soccerway.com (الإنجليزية)